# كارمنثيتا لارا
خوليا روزا كابريستان غارسيا (بالإسبانية: Carmencita Lara)‏ (8 أكتوبر 1926 - 18 سبتمبر 2018) اشتهرت أكثر باسمها الفني «كارمنثيا لارا»، مغنية بيروفية أتقنت غناء الفالس والهوايان وباسيلو وبولكاس. يعتبرها كثير من البيروفيين في مجال الموسيقى المثالية بأنها «مغرقة الأحزان». تُعرف بنغمة صوتها الحادة، وتفسيرها الخاص للحن ومصاحبة أكورديون فيكتور لارا.
بدأت خطواتها الأولى كمغنّية هاوية بسن 15 عاماً، حيث غنّت في عدة محطات إذاعية في ليما، لكنها لم تبدأ مهنياً حتى سن 18 عاماً.
التقت دونا خوليا ودون فيكتور عام 1948 في ميرافلوريس، حيث كانت تبحث عن مدرّس بيانو، ومنذ ذلك الحين بقي معها.
كان فيكتور لارا هو من منحها اسمها الفني كارمينثيتا لارا. عندما اضطرت للتسجيل في تبعية الدولة، أرادت خوليا أن تستخدم اسمها المستعار. لكن المسؤول أجابتها أنهم لم يسجلوا فنانين أجانب، ما يعني أنه لم يعجبهم الاسم.
جالت خوليا برفقة زوجها محطات الإذاعة بحثاً عن فرصة، حتى تمكّنا من توقيع أول عقد عمل مع راديو إكسيلسيور في 2 يونيو 1955. حيث استمع صاحب محطة الراديو لها في مطعم يقع بجوار بلازا مايور (ليما) حيث كانت تغني. كان أو تسجيل لها أغنية "Olvídala amigo". استخدم الأوكورديون مصاحباً لغنائها مع آلة الكاجون والباس المزدوج. كان ذلك في بداية عقد الستينيات في استديو غازف الإيتار أوسكار أفيليس.
ساهم الزوجان بإثراء الموسيقى البيروفية. وقد أنهت وصمة العار التي وصف بها مغنّو الكريول أنهم لا يغنون الهواينو. فقد ابتكرت موسيقى الفالس البيروفية، ليس فقط في طريقة غنائها بل في الآلات الموسيقية المصاحبة لها. ساهم دون فيكتور لارا للمرة الأولى بدمج صوت الأكورديون والبطارية في الفالس البيروفي.كما ابتكرت صيغة ناجحة لدمج الصوت الأنثوي مع القيثارة.
خلال حياتها الفنية، عملت كارمنثيتا على نشر شعبية الفالس الذي يُغنّى لغياب الحب والحزن والأمل. تنقلت كارمنثيتا في جميع أنحاء البيرو، وفي العديد من المدن الأوروبية والأمريكية اللاتينية.[بحاجة لمصدر]

## وصلات خارجية
- كارمنثيتا لارا على موقع أول ميوزيك (الإنجليزية)
- كارمنثيتا لارا على موقع ديسكوغز (الإنجليزية)

- Cuarto Poder Reportaje a Carmencita Lara